# Гуреево (Первомайский район)
Гуреево — деревня в Первомайском районе Ярославской области России.
В рамках административно-территориального устройства относится к Пречистенскому сельскому округу Первомайского района, в рамках организации местного самоуправления включается в Пречистенское сельское поселение.

## География
Деревня находится в северной части области, в подзоне южной тайги, в пределах Шекснинско-Костромского водораздела, на левом берегу реки Учи, на расстоянии примерно 1 километра (по прямой) к северо-востоку от рабочего посёлка Пречистое, административного центра района. Абсолютная высота — 131 метр над уровнем моря.

### Климат
Климат характеризуется как умеренно континентальный, с умеренно тёплым влажным летом, умеренно-холодной зимой и ярко выраженными сезонами весны и осени. Средняя температура воздуха самого холодного месяца (января) — −11,4 °C (абсолютный минимум — −46 °C), средняя температура самого тёплого (июля) — +17,5 °С (абсолютный максимум — +36 °C). Продолжительность периода активной вегетации растений (со среднесуточной температурой воздуха выше 10 °C) составляет менее 124 дней. Годовое количество атмосферных осадков составляет около 570 миллиметров, из которых большая часть выпадает в тёплый период. Устойчивый снежный покров держится в течение 150 дней. Среднегодовая скорость ветра составляет 3,6 м/с.

### Часовой пояс
Гуреево, как и вся Ярославская область, находится в часовой зоне МСК (московское время). Смещение применяемого времени относительно UTC составляет +3:00.

## Население
| 2007 | 2010 |
| ---- | ---- |
| 1    | ↘0   |

### Национальный состав
Согласно результатам переписи 2002 года в деревне проживал один житель русской национальности.